# Nunziatura apostolica in Sassonia
La nunziatura apostolica in Sassonia è stata una rappresentanza diplomatica permanente della Santa Sede in Sassonia. La sede era a Dresda. La nunziatura era retta da un diplomatico, detto "nunzio apostolico in Sassonia", che aveva il rango di ambasciatore.

## Storia
La nunziatura apostolica in Sassonia venne fondata nel 1518 per la causa straordinaria voluta dalla Santa Sede al seguito del proliferare della dottrina luterana proprio in quell'area della Germania. Nell'intento di papa Leone X la nunziatura avrebbe dovuto combattere l'eresia sul nascere ed evitare il suo diffondersi con la complicità delle strutture politiche locali e con l'appoggio dell'Imperatore del Sacro Romano Impero.
Verso la fine del 1518  fu inviato a Wittenberg il giovane sassone Karl von Miltitz, parente del principe Federico il saggio, con l'incarico di convincere Lutero a rinunciare alla polemica pubblica, in cambio del silenzio degli avversari di Lutero in Germania, garantito dal Papato. Il monaco riformatore accettò e promise di pubblicare uno scritto per invitare tutti a rimanere obbedienti e sottomessi alla Chiesa cattolica; il testo fu intitolato Istruzione su alcune dottrine (1519). 
La tregua formale non durò che qualche mese giacché le altre università cattoliche della Germania continuarono ad attaccare l'opera di Lutero e dei suoi seguaci, i quali replicavano per iscritto o partecipando a dispute teologiche in luoghi prestabiliti. Per cui inutili divennero anche i due successivi incontri del 1519.
Federico di Sassonia, dopo un inizio titubante, si era comunque schierato con Martin Lutero, accogliendolo nel proprio castello di Wittenberg. Vista l'impossibilità dunque di operare direttamente sul territorio, principalmente per l'opposizione popolare al nunzio apostolico inviato da Roma, la nunziatura venne presto chiusa e non più ripristinata.
Nei secoli successivi, l'area rimase nelle mani del protestantesimo e come tale non fu più sede di ambasceria.

## Lista dei nunzi apostolici
- 1518 Karl von Miltitz. (1490 circa a Rabenau o Scharfenberg; † 20 novembre 1529 a Steinheim). 
Appartenente ad una famiglia di nobiltà minore sassone. I suoi genitori erano Sigismund von Miltitz, Landvogt di Meißen a Pirna e la sua seconda moglie Klara von Schleinitz. Studiò a Magonza, Treviri, Colonia (1508-1510) e Bologna (1510–?). Andò nella curia romana nel 1513 o nel 1514. Nella sua carriera alla corte papale non fu in grado di sollevarsi oltre il ciambellano e il segretario papale. Divenne canonico a Magonza, Treviri e Meißen, notaio pontificio e tesoriere a Roma nel 1515. Ma il suo carente latino rivela che non era particolarmente istruito. La sua eredità sassone, tuttavia, lo rese un collegamento naturale tra la corte papale e l'elettore Federico il Saggio.
Il 3 settembre 1518, dopo il fallimento della missione del Caietano, papa Leone X decise di conferire a Federico il saggio la Rosa d'oro della virtù, un premio papale con relativi privilegi religiosi ai principi meritevoli, che quello desiderava da tre anni, sperando di convincerlo a fermare gli attacchi di Martin Lutero contro la pratica delle indulgenze. Il 15 ottobre 1518 Miltitz fu nominato nunzio per consegnare la rosa all'elettore ed inviato in Sassonia per negoziare un accordo con Lutero e dissuadere l'elettore Federico il Saggio dal continuare a proteggere il frate. Per il duca Giorgio il Barbuto, ottenne il permesso di trasportare un po' di terra dal cimitero dei tedeschi a Roma, dove era stata portata da Gerusalemme, per depositarla nel cimitero di Annaberg.
Incontrò Lutero ad Altenburg il 5-6 gennaio 1519, e negoziò una soluzione provvisoria sulla controversia: Lutero rimaneva in silenzio sulla questione dell'indulgenza, scriveva una lettera conciliante al Papa e pubblicava un trattato a sostegno dell'autorità papale. Il silenzio di Lutero sarebbe dipeso dal silenzio dei suoi avversari; Johann Tetzel e Alberto di Magonza sarebbero stati disciplinati; così non avrebbe dovuto ritrattare le sue posizioni. Purtroppo si arrivò alla disputa di Lipsia, pure caldeggiata dal duca Giorgio il Barbuto. Per cui gli incontri successivi di Miltitz con Lutero a Liebenwerda (ottobre 1519) e a Lichtenburg, vicino a Wittenberg (ottobre 1520) furono invece infruttuosi. Con le sue dichiarazioni al dibattito di Lipsia del 1519 e i tre trattati Alla nobiltà cristiana della nazione tedesca, Sulla cattività babilonese della Chiesa e Sulla libertà del cristiano, pubblicati nel 1520, Lutero aveva infatti distrutto ogni possibilità di conciliazione.
A fare le spese di questo accordo fu il predicatore domenicano Tetzel.  Miltitz indagò pure sul comportamento del noto frate e lo accusò di aver perpetrato numerose frodi e appropriazioni indebite, di condurre una vita dispendiosa ed avere due figli illegittimi. Per cui fu costretto a ritirarsi permanentemente in convento, dove morì di crepacuore poco tempo dopo.
Dal 1523 fino alla sua morte nel 1529 Miltitz visse a Magonza e Meißen come canonico della Cattedrale di Magonza. Cadde accidentalmente e annegò nel fiume Meno vicino a Groß-Steinheim il 20 novembre 1529. Fu sepolto nella cattedrale di Magonza.